# 己連堅站
己連堅站（英語：Glencairn Station）是一座多倫多地鐵央街－大學線車站，坐落加拿大安大略省多倫多北約克己連堅路（Glencairn Avenue）和景山路（Viewmount Avenue）之間一段艾倫道的中央分隔帶，於1978年1月27日聯同該地鐵線的士巴丹拿段一起開幕。該車站位於己連公園社區附近，己連公園是一個密度較低的住宅區。
下列由多倫多公車局營運的巴士線駛經己連堅站：
- 14號己連堅巴士線（Glencairn）

## 外部連結
- 维基共享资源上的相關多媒體資源：己連堅站
- （英文）TTC Glencairn Station （页面存档备份，存于）－多倫多公車局網站 己連堅站頁面